# Knooppunt Badhoevedorp
Knooppunt Badhoevedorp is een Nederlands verkeersknooppunt voor de aansluiting van de autosnelwegen A4 en A9, vlak bij Badhoevedorp en Schiphol. Het knooppunt werd opengesteld in 1967 en was destijds het eerste voorbeeld van een volledig klaverblad met rangeerbanen in Nederland. Bijzonder aan dit knooppunt is de Schiphollijn in de middenberm van de A4.

## Omlegging van de A9 om het dorp Badhoevedorp en ombouw knooppunt
In 2005 is werd besloten dat de A9 omgelegd zou worden ten zuiden van Badhoevedorp. Hierbij is het knooppunt Badhoevedorp compleet vervangen door een nieuw knooppunt dat een kruising is tussen een turbineknooppunt en een klaverbladknooppunt. Op 24 april 2012 werd het definitieve tracébesluit getekend.
Op 17 en 19 december 2016 werd het nieuwe tracé van de omlegging in de richting Amstelveen (linkerrijbaan) in gebruik genomen. Op 10 april 2017 volgde de openstelling van de omlegging in de richting Haarlem (rechterrijbaan).

## Richtingen knooppunt

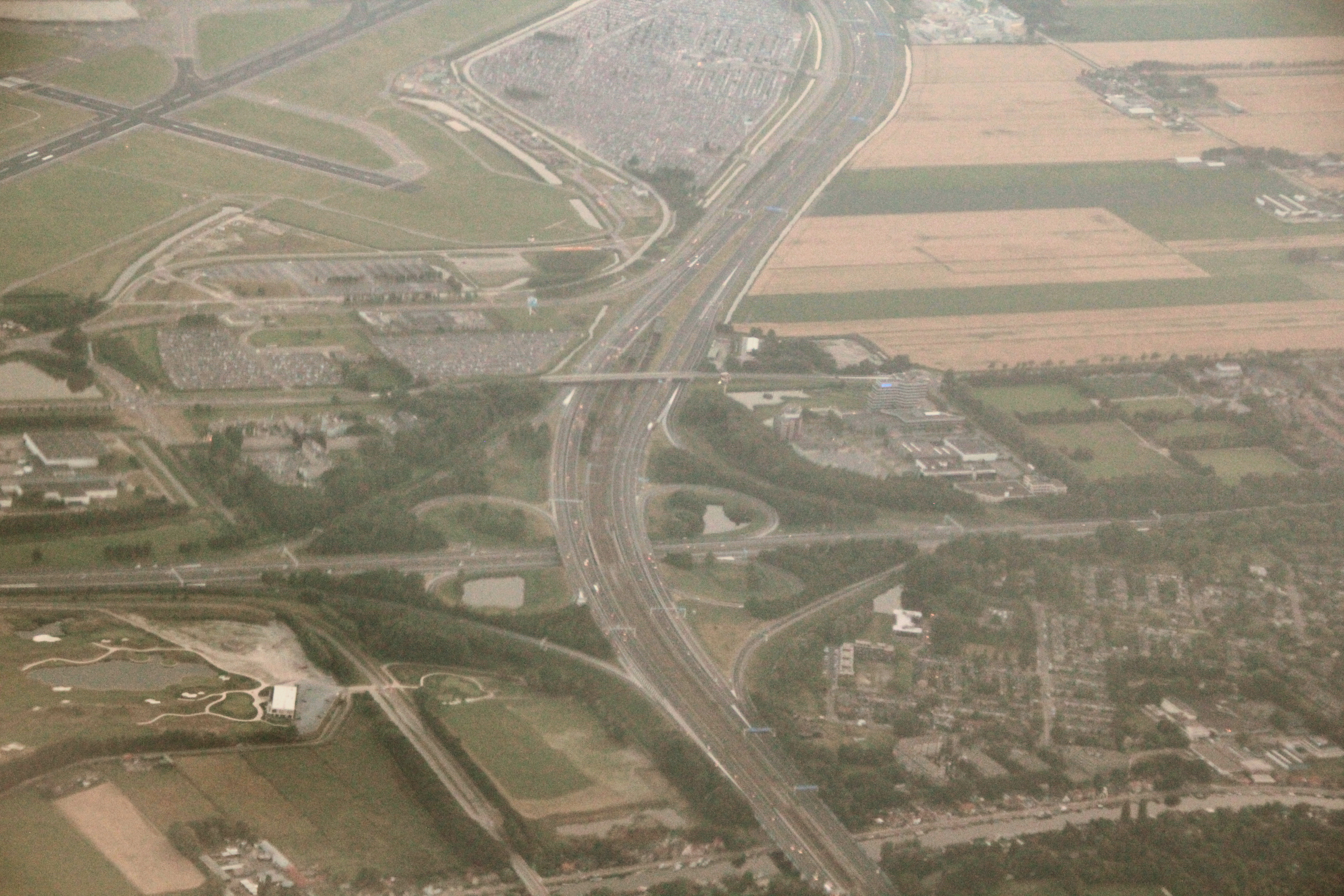
Knooppunt Badhoevedorp in de oude vorm, gezien naar het zuidwesten, met op de voorgrond het viaduct over de Ringvaart en de Oude Haagsebrug nog net zichtbaar. augustus 2013

| Aansluitende wegen                        | Aansluitende wegen | Aansluitende wegen | Aansluitende wegen | Aansluitende wegen          |
| ----------------------------------------- | ------------------ | ------------------ | ------------------ | --------------------------- |
| richting Badhoevedorp / Haarlem / Alkmaar |                    |                    |                    | richting Amsterdam          |
|                                           |                    |                    |                    |                             |
|                                           |                    |                    |                    |                             |
|                                           |                    |                    |                    |                             |
| richting Schiphol / Den Haag / Rotterdam  |                    |                    |                    | richting Amstelveen / Weesp |

Knooppunten: De Nieuwe Meer (A10) · Badhoevedorp (A9) · De Hoek (A5) · Burgerveen (A44) · Hofvliet (N434) · Prins Clausplein (A12) · Ypenburg (A13) · Kethelplein (A20) · Benelux (A15) · Hellegatsplein (N59) · Sabina (A59) · Zoomland (A58) · Markiezaat (A58)
Aansluitingen: Amsterdam-Sloten (1) · Schiphol (2) · Hoofddorp (3) · Hoofddorp-Zuid (3a) · Nieuw-Vennep (4) · Roelofarendsveen (5) · Hoogmade (6) · Zoeterwoude-Rijndijk (6a) · Zoeterwoude-Dorp (7) · Leidschendam (8) · Rijswijk-Centrum (9) · Plaspoelpolder (10) · Rijswijk (11) · Den Haag-Zuid (12) · Den Hoorn (13) · Delft (14) · Vlaardingen-Oost (16) · Pernis (17a) · Numansdorp (22) · Willemstad (23) · Dinteloord (24) · Steenbergen (25) · Tholen (26) · Bergen op Zoom-Noord (27) · Bergen op Zoom (28) · Bergen op Zoom-Zuid (29) · Hoogerheide (30)
Almere · Amstel · Arnestein · Assen · Azelo · Badhoevedorp · Bankhoef · Batadorp · Beekbergen · Benelux · Beverwijk · Bodegraven ·  Boterdiep ·  Buren · Burgerveen · Coenplein · De Baars · De Hoek · De Hogt · De Nieuwe Meer · De Poel · De Punt · De Stok · Deil · Diemen · Drachten · Drie Klauwen · Eemnes · Ekkersweijer · Emmeloord · Empel · Euvelgunne · Everdingen · Ewijk · Galder · Gooimeer · Gorinchem · Gouwe · Grijsoord · Hattemerbroek · Heerenveen · Hellegatsplein · Het Vonderen · Hintham · Hoevelaken · Hofvliet · Holendrecht · Holsloot · Hoogeveen · Hooipolder · IJmuiden (niet officieel) · Joure · Julianaplein · Kerensheide · Kethelplein · Klaverpolder · Kleinpolderplein · Kooimeer · Kruisdonk · Kunderberg · Lankhorst · Leenderheide · Lunetten · Maanderbroek · Markiezaat · Muiderberg · Neerbosch · Noordhoek · Ommedijk · Oud-Dijk · Oudenrijn · Paalgraven · Princeville · Prins Clausplein · Raasdorp ·  Reitdiep ·  Ressen · Ridderkerk · Rijkevoort · Rijnsweerd · Rottepolderplein · Rozenburg · Sabina · Sint-Annabosch · Stelleplas · Slufter · Ten Esschen · Terbregseplein · Tiglia · Vaanplein · Valburg · Velperbroek · Velsen · Vlaardingen · Vught · Waterberg · Watergraafsmeer · Werpsterhoek · Westerlee · Ypenburg · Zaandam · Zaarderheiken · Zonzeel · Zoomland · Zuidbroek · Zurich

Geplande knooppunten:
De Liemers · Zestienhoven

Voormalige knooppunten:
Bocholtz · Ekkersrijt · Europaplein (Groningen) · Europaplein (Maastricht) · Lindenholt